# Santa Croce (Venetië)

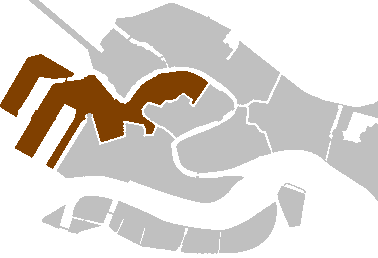
Ligging van Santa Croce

Santa Croce is een van de zes historische sestieri (stadsdelen) van de Italiaanse stad Venetië gelegen in het westen van de stad. Het oosten van Santa Croce was al in de middeleeuwen een druk bewoond stadsdeel. Het westen, inclusief de haven van Venetië, bevindt zich op het eiland Santa Chiara dat in de 10e eeuw uit de zee werd gewonnen maar pas later werd ontgonnen. Rond 1960 werd met de Tronchetto nog een bijkomend artificieel eiland aan het stadsdeel toegevoegd.
De toegang tot de stad is het plein Piazzale Roma, waar ook het busstation van Venetië is gelegen. Gekende kerken in Santa Croce zijn San Nicolo da Tolentino, San Giacomo dell'Orio, San Simeone Piccolo en San Zan Degola. Stadspaleizen in de wijk zijn onder meer Ca' Pesaro, de Fondaco dei Turchi, het Palazzo Gradenigo, het Palazzo Mocenigo en de Ca' Corner della Regina.
Twee van de vier bruggen over het Canal Grande, de Ponte degli Scalzi en de Ponte della Costituzione, verbinden de wijk met de sestiere Cannaregio. De People Mover verbindt de Tronchetto met de Piazzale Roma.

## Eilanden
Van west naar oost:

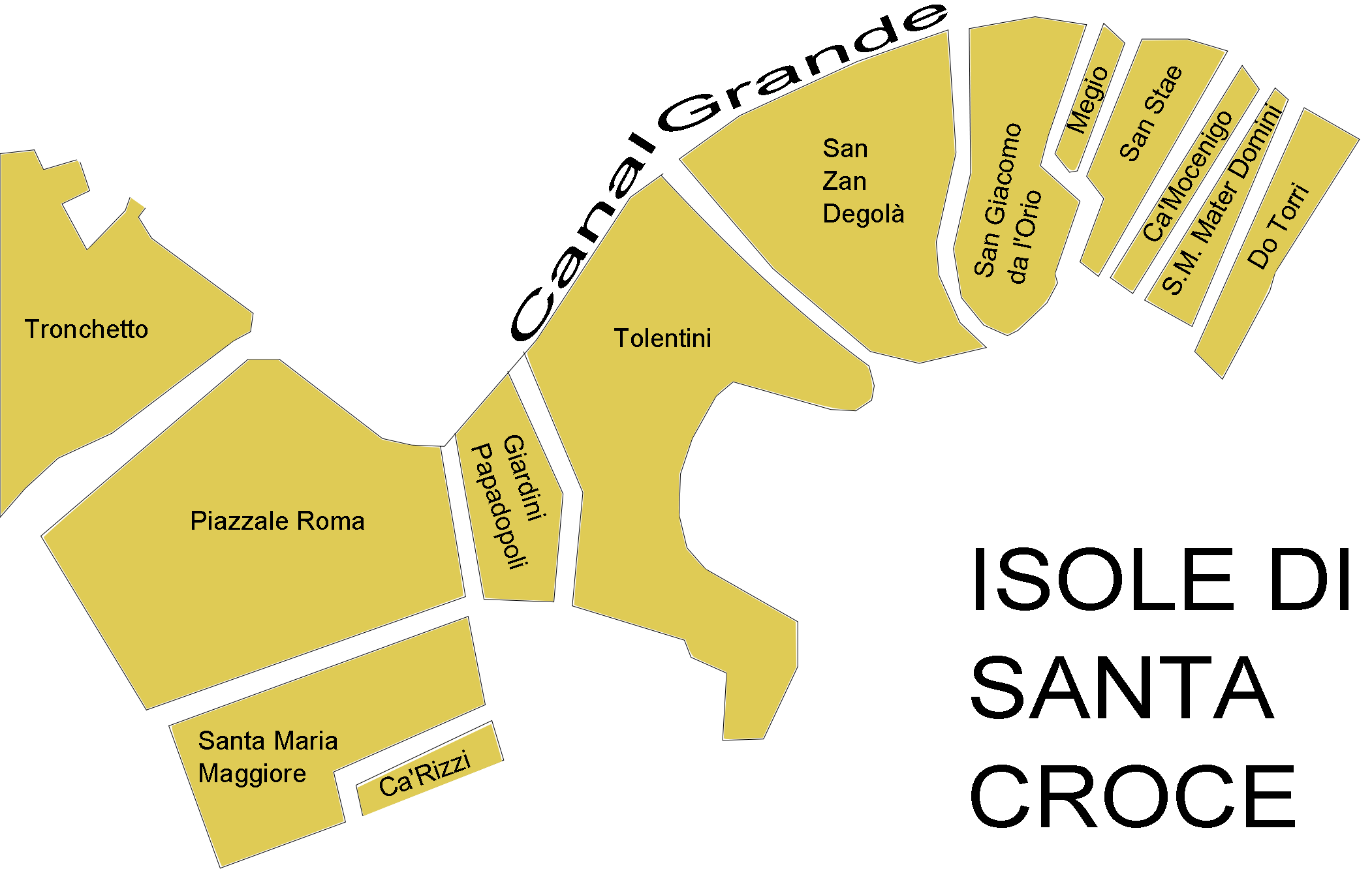
Eilanden in het district Santa Croce

- Tronchetto, kunstmatig aangelegd in 1960, bevat parkeerplaatsen voor auto's
- Santa Chiara, vernoemd naar de Kerk van Santa Chiara (it) die op dit eiland stond tussen 1236 en 1819 (op deze plaats staat sinds 1960 het politiebureau van Venetië). Thans beslaat dit eiland de Haven van Venetië met de in 1869–1880 gebouwde Nuova Stazione Marittima.
- Piazzale Roma, vernoemd naar het busstation dat sinds 1933 dit eiland domineert.
- Santa Maria Maggiore, vernoemd naar een klein kerkgebouw aldaar.
- Ca'Rizzi
- Giardini Papadopoli, vernoemd naar de tuinen die dit eilandje domineren. De restanten van de Kerk van Santa Croce (it) die op dit eiland stond tussen 568 en 1810 zijn nog te zien.
- Tolentini, vernoemd naar het kerkgebouw Chiesa di San Nicolò da Tolentino aldaar.
- San Zan Degola, vernoemd naar het Russisch-Orthodoxe kerkgebouw aldaar.
- San Giacomo
- Megio
- San Stae
- Ca'Mocenigo
- Santa Maria Mater Domini, vernoemd naar het kerkgebouw aldaar.
- Do Torri